# كونيغشتاين إم تاونوس
كونيغاشتاين ايم تاونوس (بالألمانية: Königstein im Taunus) هي بلدة ألمانية تقع في هوختاونوسكرايس.[بحاجة لمصدر]

## المدن التوأمة
مدن Königstein، Königstein، لي كانيت و Kórnik هي مدن توأمة لـكونيغاشتاين ايم تاونوس.

## أعلام
- سيباستيان يونغ
- إيفا بفاف
- والتر كريستالر
- كارولين شتاين
- بيرجيت فرايدمان